# آمیتیست (کمیک)
آمیتیست، پرنسس جم‌ورلد (به انگلیسی: Amethyst, Princess of Gemworld) با نام اصلی ایمی وینستون، یک شخصیت خیالی ابرقهرمان در کتاب‌های کامیک آمریکایی منتشر شده توسط دی‌سی کامیکس است. این شخصیت توسط دن میشکین، گری کوهن و ارنی کولون خلق شده‌است؛ که برای اولین بار در شمارهٔ ۲۹۸ مجموعه لژیون ابرقهرمانان (آوریل ۱۹۸۳) حضور پیدا کرد. ایمی وینستون پرنسس غایب آمیتیست در سیاره جم‌ورلد است. او همچنین سرور آشوب پیش از بازراه‌اندازی خط داستانی نیو ۵۲ بود.
زمانی که ایمی تنها یک نوزاد کوچک بود، والدین او، فرمانروایان خانهٔ آمیتیست در جم‌ورلد هر دو به دست دارک اوپال به قتل رسیدند. او توسط جادوگری به نام سیترینا نجات یافت و سپس همراه با او به سیاره زمین فرار کرد.